# Next Generation ATP Finals 2018
Stefanos Tsitsipas đánh bại Alex de Minaur trong trận chung kết, 2–4, 4–1, 4–3(7–3), 4–3(7–3) để vô địch Next Generation ATP Finals 2018. Chung Hyeon là đương kim vô địch năm 2017, nhưng không đủ điều kiện tham dự giải đấu.
Next Generation ATP Finals 2018 là một giải giao hữu quần vợt nam diễn ra ở Milan, Ý, từ ngày 6 đến ngày 10 tháng 11 năm 2018. Đây là sự kiện kết thúc mùa giải cho những vận động viên quần vợt đơn từ 21 tuổi trở xuống ở ATP World Tour 2018.

## Tiền thưởng
| Vòng            | Tiền thưởng         |
| --------------- | ------------------- |
| Vô địch bất bại | $407,000 (+$24,000) |
| Vô địch         | $235,000            |
| Á quân          | $130,000            |
| Hạng 3          | $78,000             |
| Hạng 4          | $52,000             |
| Mỗi trận thắng  | $32,000             |
| Tham dự         | $52,000             |
| Thay thế        | $16,000             |

## Vòng loại
7 tay vợt hàng đầu trong Emirates ATP Race to Milan vượt qua vòng loại. Suất đặc cách thuộc về tay vợt người Ý Liam Caruana, người đã giành chức vô địch quốc gia. Tay vợt đủ điều kiện phải từ 21 trở xuống (sinh năm 1997 trở lên đối với 2018). Tay vợt 19 tuổi Alex de Minaur là tay vợt trẻ nhất và duy nhất ở tuổi thanh thiếu niên.
Vì tham dự ATP Finals vào tuần tới, Alexander Zverev một lần nữa rút lui khỏi giải đấu, Denis Shapovalov cũng rút lui vì bị kiệt sức.
| Bảng xếp hạng cuối cùng của Cuộc đua đến Milan (29 tháng 10 năm 2018) | Bảng xếp hạng cuối cùng của Cuộc đua đến Milan (29 tháng 10 năm 2018) | Bảng xếp hạng cuối cùng của Cuộc đua đến Milan (29 tháng 10 năm 2018) | Bảng xếp hạng cuối cùng của Cuộc đua đến Milan (29 tháng 10 năm 2018) | Bảng xếp hạng cuối cùng của Cuộc đua đến Milan (29 tháng 10 năm 2018) | Bảng xếp hạng cuối cùng của Cuộc đua đến Milan (29 tháng 10 năm 2018) | Bảng xếp hạng cuối cùng của Cuộc đua đến Milan (29 tháng 10 năm 2018) | Bảng xếp hạng cuối cùng của Cuộc đua đến Milan (29 tháng 10 năm 2018) |
| Số                                                                    | Xếp hạng ATP                                                          | Tay vợt                                                               | Điểm                                                                  | Thay đổi                                                              | Giải đấu                                                              | Năm sinh                                                              |                                                                       |
| --------------------------------------------------------------------- | --------------------------------------------------------------------- | --------------------------------------------------------------------- | --------------------------------------------------------------------- | --------------------------------------------------------------------- | --------------------------------------------------------------------- | --------------------------------------------------------------------- | --------------------------------------------------------------------- |
| -                                                                     | 5                                                                     | Alexander Zverev                                                      | 5,085                                                                 | Giữ nguyên                                                            | 20                                                                    | 1997                                                                  |                                                                       |
| 1                                                                     | 16                                                                    | Stefanos Tsitsipas                                                    | 2,095                                                                 | Giữ nguyên                                                            | 30                                                                    | 1998                                                                  |                                                                       |
| -                                                                     | 29                                                                    | Denis Shapovalov                                                      | 1,430                                                                 | Giữ nguyên                                                            | 26                                                                    | 1999                                                                  |                                                                       |
| 2                                                                     | 33                                                                    | Alex de Minaur                                                        | 1,288                                                                 | Giữ nguyên                                                            | 26                                                                    | 1999                                                                  |                                                                       |
| 3                                                                     | 44                                                                    | Frances Tiafoe                                                        | 1,035                                                                 | Giữ nguyên                                                            | 24                                                                    | 1998                                                                  |                                                                       |
| 4                                                                     | 49                                                                    | Taylor Fritz                                                          | 969                                                                   | Giữ nguyên                                                            | 27                                                                    | 1997                                                                  |                                                                       |
| 5                                                                     | 76                                                                    | Andrey Rublev                                                         | 715                                                                   | Giữ nguyên                                                            | 21                                                                    | 1997                                                                  |                                                                       |
| 6                                                                     | 80                                                                    | Jaume Munar                                                           | 697                                                                   | Giữ nguyên                                                            | 30                                                                    | 1997                                                                  |                                                                       |
| 7                                                                     | 79                                                                    | Hubert Hurkacz                                                        | 650                                                                   | 2                                                                     | 28                                                                    | 1997                                                                  |                                                                       |
| Tay vợt đặc cách người Ý                                              |                                                                       |                                                                       |                                                                       |                                                                       |                                                                       |                                                                       |                                                                       |
| 114                                                                   | 622                                                                   | Liam Caruana                                                          | 45                                                                    | 16                                                                    | 20                                                                    | 1998                                                                  |                                                                       |
| Thay thế                                                              |                                                                       |                                                                       |                                                                       |                                                                       |                                                                       |                                                                       |                                                                       |
| 9                                                                     | 99                                                                    | Ugo Humbert                                                           | 579                                                                   | 1                                                                     | 27                                                                    | 1998                                                                  |                                                                       |
| 10                                                                    | 102                                                                   | Michael Mmoh                                                          | 541                                                                   | 1                                                                     | 27                                                                    | 1998                                                                  |                                                                       |

## Kết quả

### Chung kết
- Stefanos Tsitsipas  đánh bại  Alex de Minaur, 2–4, 4–1, 4–3(7–3), 4–3(7–3)

### Tranh hạng ba
- Andrey Rublev đánh bại  Jaume Munar, 1–4, 4–3(7–4), 2–4, 4–2, 4–3(7–3)

## Hạt giống
1. Stefanos Tsitsipas (Vô địch)
2. Alex de Minaur (Chung kết)
3. Frances Tiafoe (Vòng bảng)
4. Taylor Fritz (Vòng bảng)
5. Andrey Rublev (Bán kết, Hạng 3)
6. Hubert Hurkacz (Vòng bảng)
7. Jaume Munar (Bán kết, Hạng 4)
8. Liam Caruana (Vòng bảng)

## Kết quả

### Từ viết tắt
| - Q = Vòng loại - WC = Đặc cách - LL = Thua cuộc may mắn - Alt = Thay thế - SE = Miễn đặc biệt | - PR = Bảo toàn thứ hạng - w/o = Thắng nhờ đối thủ rút lui trước trận đấu - r = Bỏ cuộc giữa trận đấu - d = Bị xử thua - SR = Xếp hạng đặc biệt |

### Chung kết
|  | Bán kết | Bán kết            | Bán kết | Bán kết        | Bán kết | Bán kết | Bán kết |   |    | Chung kết          | Chung kết     | Chung kết     | Chung kết     | Chung kết     | Chung kết     | Chung kết     |  |
|  |         |                    |         |                |         |         |         |   |    |                    |               |               |               |               |               |               |  |
|  | 1       | Stefanos Tsitsipas | 47      | 35             | 4       | 2       | 47      |   |    |                    |               |               |               |               |               |               |  |
|  | 1       | Stefanos Tsitsipas | 47      | 35             | 4       | 2       | 47      |   |    |                    |               |               |               |               |               |               |  |
|  | 5       | Andrey Rublev      | 3       | 47             | 0       | 4       | 32      |   |    |                    |               |               |               |               |               |               |  |
|  | 5       | Andrey Rublev      | 3       | 47             | 0       | 4       | 32      |   | 1  | Stefanos Tsitsipas | 2             | 4             | 47            | 47            |               |               |  |
|  |         |                    |         |                |         |         |         |   | 1  | Stefanos Tsitsipas | 2             | 4             | 47            | 47            |               |               |  |
|  |         |                    | 2       | Alex de Minaur | 4       | 1       | 3       | 3 |    |                    |               |               |               |               |               |               |  |
|  | 2       | Alex de Minaur     | 2       | Alex de Minaur | 4       | 1       | 3       | 3 | 35 | 4                  | 4             | 34            | 4             |               |               |               |  |
|  | 2       | Alex de Minaur     |         |                |         |         |         |   | 35 | 4                  | 4             | 34            | 4             |               |               |               |  |
|  | 7       | Jaume Munar        | 47      | 1              | 1       | 47      | 2       |   |    | Tranh hạng ba      | Tranh hạng ba | Tranh hạng ba | Tranh hạng ba | Tranh hạng ba | Tranh hạng ba | Tranh hạng ba |  |
|  | 7       | Jaume Munar        | 47      | 1              | 1       | 47      | 2       |   |    |                    |               |               |               |               |               |               |  |
|  |         |                    |         |                |         |         |         |   |    |                    |               |               |               |               |               |               |  |
|  |         |                    |         |                |         |         |         |   |    | 5                  | Andrey Rublev | 1             | 47            | 2             | 4             | 47            |  |
|  |         |                    |         |                |         |         |         |   |    | 5                  | Andrey Rublev | 1             | 47            | 2             | 4             | 47            |  |
|  |         |                    |         |                |         |         |         |   |    | 7                  | Jaume Munar   | 4             | 34            | 4             | 2             | 3             |  |

### Bảng A
|   |                    | Tsitsipas                         | Tiafoe                    | Hurkacz                      | Munar                             | RR T–B | Set T–B   | Game T–B    | Xếp hạng |
| 1 | Stefanos Tsitsipas |                                   | 4–3(7–3), 4–3(7–5), 4–2   | 4–1, 4–3(7–2), 4–1           | 4–3(7–5), 4–3(7–3), 3–4(4–7), 4–2 | 3–0    | 9–1 (90%) | 39–25 (61%) | 1        |
| 3 | Frances Tiafoe     | 3–4(3–7), 3–4 (5–7), 2–4          |                           | 4–1, 4–2, 2–4, 4–3(12–10)    | 1–4, 3–4 (3–7), 1–4               | 1–2    | 3–7 (30%) | 27–34 (44%) | 4        |
| 6 | Hubert Hurkacz     | 1–4, 3–4(2–7), 1–4                | 1–4, 2–4, 4–2, 3–4(10–12) |                              | 4–2, 4–2, 2–4, 3–4(5–7), 4–1      | 1–2    | 4–8 (33%) | 32–39 (45%) | 3        |
| 7 | Jaume Munar        | 3–4(5–7), 3–4(3–7), 4–3(7–4), 2–4 | 4–1, 4–3(7–3), 4–1        | 2–4, 2–4, 4–2, 4–3(7–5), 1–4 |                                   | 1–2    | 6–6 (50%) | 37–37 (50%) | 2        |

### Bảng B
|      |                | de Minaur               | Fritz                             | Rublev                            | Caruana                  | RR T–B | Set T–B   | Game T–B    | Xếp hạng |
| 2    | Alex de Minaur |                         | 4–3(10–8), 4–1, 4–2               | 4–1, 3–4(5–7), 4–1, 4–2           | 4–1, 4–1, 4–2            | 3–0    | 9–1 (90%) | 39–18 (68%) | 1        |
| 4    | Taylor Fritz   | 3–4(8–10), 1–4, 2–4     |                                   | 2–4, 4–1, 4–3(7–4), 3–4(2–7), 2–4 | 1–4, 4–1, 4–3(11–9), 4–2 | 1–2    | 5–7 (42%) | 34–38 (47%) | 3        |
| 5    | Andrey Rublev  | 1–4, 4–3(7–5), 1–4, 2–4 | 4–2, 1–4, 3–4(4–7), 4–3(7–2), 4–2 |                                   | 4–3(9–7), 4–1, 4–2       | 2–1    | 7–5 (58%) | 36–36 (50%) | 2        |
| 8/WC | Liam Caruana   | 1–4, 1–4, 2–4           | 4–1, 1–4, 3–4(9–11), 2–4          | 3–4(7–9), 1–4, 2–4                |                          | 0–3    | 1–9 (10%) | 20–37 (35%) | 4        |

Tiêu chí xếp hạng: 1) Số trận thắng; 2) Số trận; 3) Đối với 2 tay vợt, kết quả đối đầu; 4) Đối với 3 tay vợt, tỉ lệ % set thắng, sau đó tỉ lệ % game thắng, cuối cùng kết quả đối đầu; 5) Xếp hạng ATP